# Eulithis cunigerata
Eulithis cunigerata är en fjärilsart som beskrevs av Walker 1863. Eulithis cunigerata ingår i släktet Eulithis och familjen mätare. Inga underarter finns listade i Catalogue of Life.